# 白河団
白河団（しらかわだん）は、728年から11世紀の日本で陸奥国に置かれた軍団の一つである。白河軍団（しらかわぐんだん）とも書かれた。現在の福島県南部、白河郡に置かれたと推定される。正確な位置は不明だが、関和久遺跡とする説がある。

## 歴史
白河軍団は、神亀5年（728年）4月11日に新設された。多賀城跡で出土した8世紀の木簡に、白河団が射手44人を進上したことが記される。うち18人は「船守」すなわち船の警備についたようである。
弘仁2年（811年）、あるいはこの年までのいつかに廃止され、陸奥国の軍団は玉造団と名取団のみになった。
しかし弘仁6年（815年）8月には白河団など4団が設置され、陸奥国ではそれより6団6000人が6交代制で常時1000人の兵力を駐屯地に維持することになった。白河団の兵士は、行方団・安積団とともに3軍団で常時500人を多賀城の国府に駐屯させたようである。この時の定員は、標準的な各団1000人であろう。
後に陸奥国には磐城団が増設されて7団7000人となり、承和10年（843年）に1000人を増員して7軍団に割りふった。白河団の増員後の兵力は不明だが、引き続き多賀城の守備にあたった。
10世紀に編まれた延喜式にも陸奥国に7団を置くことが規定されており、軍団の構成は変わらなかったと考えられる。
11世紀前半に書かれた『左経記』長元7年（1035年）12月15日条に、「白河団擬矢八占部宿祢安信」という名が見える。軍団に関する記録として終わりに近いものである。